# Laugnac
Laugnac é uma comuna francesa na região administrativa da Nova Aquitânia, no departamento Lot-et-Garonne. Estende-se por uma área de 17,4 km². Em 2010 a comuna tinha 696 habitantes (densidade: 40 hab./km²).